# S Scorpii
S Scorpii är en pulserande variabel av Mira Ceti-typ i stjärnbilden Skorpionen.
Stjärnan varierar mellan visuell magnitud +9,5 och 15,5 med en period av 177,92 dygn.